# Guerra na Idade Média
A Guerra Medieval foi evoluindo ao longo do tempo, forçada por mudanças nas estruturas sociais, na tecnologia, cultura e infraestrutura política das nações-Estado. Desde o período clássico, houve uma grande evolução em táticas militares, como no papel da cavalaria e artilharia. As fortificações na Idade Média foram também mudando, com castelos se espalhando pela Europa e depois para a Ásia Ocidental. O advento dos canhões, perto do fim da era medieval, foi tornando os castelos inúteis, assim como a aparição de armas de fogo menores mais práticas acabou tornando obsoleta a armadura clássica medieval já no século XVI.

## Recrutamento

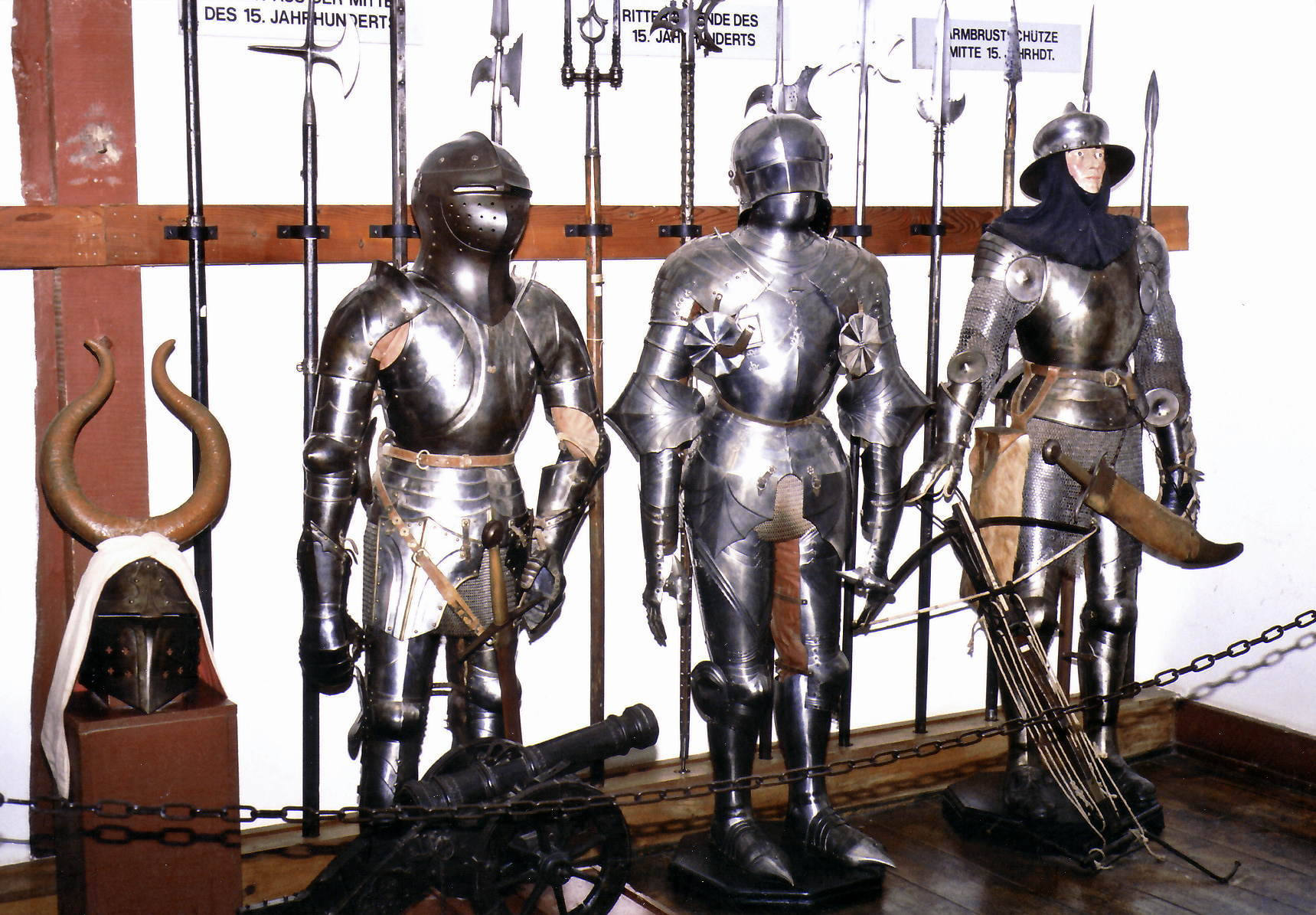
Vestimentas militares utilizados por homens de armas poloneses no século XV.

No começo da Idade Média era obrigação de cada nobre responder ao chamado para a batalha com seu próprio equipamento, arqueiros e infantaria. Esse sistema descentralizado era necessário devido a ordem social da época, o que levava a forças heterogêneas com qualidade de treinamento, equipamento e habilidades variadas. Quanto mais recursos um nobre tinha acesso, melhor suas tropas seriam, tipicamente.
Normalmente, os exércitos feudais tinham sua base formada por cavaleiros altamente treinados e as tropas de suas terras, mercenários contratados para campanhas militares e recrutas cumprindo suas obrigações feudais (que tipicamente tinham pouca ou nenhuma qualidade). Normalmente as cidades eram protegidas por milícias locais.
Com o crescimento dos governos centralizados, um retorno para os exércitos civis e de mercenários do período clássico começou, com o recrutamento entre os camponeses crescendo em importância. Acredita-se que os melhores soldados de infantaria eram os filhos de yeomans com terras, como os arqueiros ingleses e os lanceiros suíços. A Inglaterra tinha um dos Estados mais centralizados perto do final da idade média e seus exércitos que lutaram durante a Guerra dos Cem Anos eram, na sua maioria, formados por profissionais pagos.
Em teoria, cada homem inglês deveria cumprir suas obrigações militares feudais por quarenta dias. Esse tempo não era o suficiente para a maioria das campanhas militares, especialmente aquelas no continente. A jugada (uma espécie de tributo pago em bens agrícolas) foi introduzida, onde a maioria dos ingleses pagavam para pular o serviço militar e o dinheiro arrecadado era gasto para recrutar mercenários. De fato, durante o período da Alta Idade Média, a noção de "exército nacional" era quase que inexistente, com a esmagadora maioria das tropas (especialmente da infantaria) sendo formadas por mercenários pagos. Assim, o mercado de mercenários na Europa era extremamente lucrativo graças a grande procura, especialmente a partir do século XII.
Na Itália medieval, as cidades da península itálica (especialmente no norte) dependiam de forças mercenárias para lutar, ao invés das milícias locais. Devido aos conflitos constantes, os mercenários se tornaram soldados profissionais com um pagamento regular. Mercenários tendiam a ser eficientes soldados, especialmente quando combinados com forças permanentes, mas na Itália eles formavam quase todo o corpo dos exércitos da região. Isso se provaria problemático; em tempos de guerra, mercenários tendiam a ser mais confiáveis do que tropas regulares, mas em tempos de paz eles representavam uma ameaça, na maioria dos casos, com risco de se voltarem contra seus contratantes. Com as cidades-estado italianas se baseando apenas em mercenários para lutar por eles, os condotieros eram considerados bem eficientes para fazer guerra contra a maioria dos inimigos.
Foi somente a partir do século XVI que a noção de "exército nacional", recrutado dentre a massa camponesa, ganhou força, embora o uso de mercenários nunca tenha caído em desuso. Manter tropas permanentes no final da Idade Média foi ficando mais fácil, especialmente devido a melhor burocracia estatal, avanços no sistema de coleta de impostos e governos mais centralizados e eficientes.

## Erguendo e mantendo exércitos

Pintura mostrando a Batalha de Crécy.

Durante a Idade Média, a formação e manutenção de exércitos eram atividades complexas e dependiam fortemente do contexto político, econômico e social de cada região. Inicialmente, os exércitos eram organizados com base no sistema feudal, onde os laços de lealdade entre senhores e vassalos desempenhavam um papel central. Os reis convocavam seus vassalos diretos para o serviço militar, e estes, por sua vez, traziam seus próprios homens de armas, geralmente cavaleiros e soldados de infantaria. Essas obrigações eram limitadas em duração, com campanhas militares frequentemente restringidas a 40 ou 90 dias, devido às dificuldades logísticas e aos compromissos agrícolas dos combatentes.
Além das forças feudais, as milícias locais também eram mobilizadas em tempos de necessidade, compostas por camponeses e trabalhadores que levavam armas improvisadas para o campo de batalha. Contudo, a eficiência dessas tropas era limitada, e, com o tempo, reis e nobres passaram a recorrer a soldados profissionais. Esses guerreiros, que recebiam pagamento regular, eram mais disciplinados e preparados, formando um núcleo confiável dentro dos exércitos.

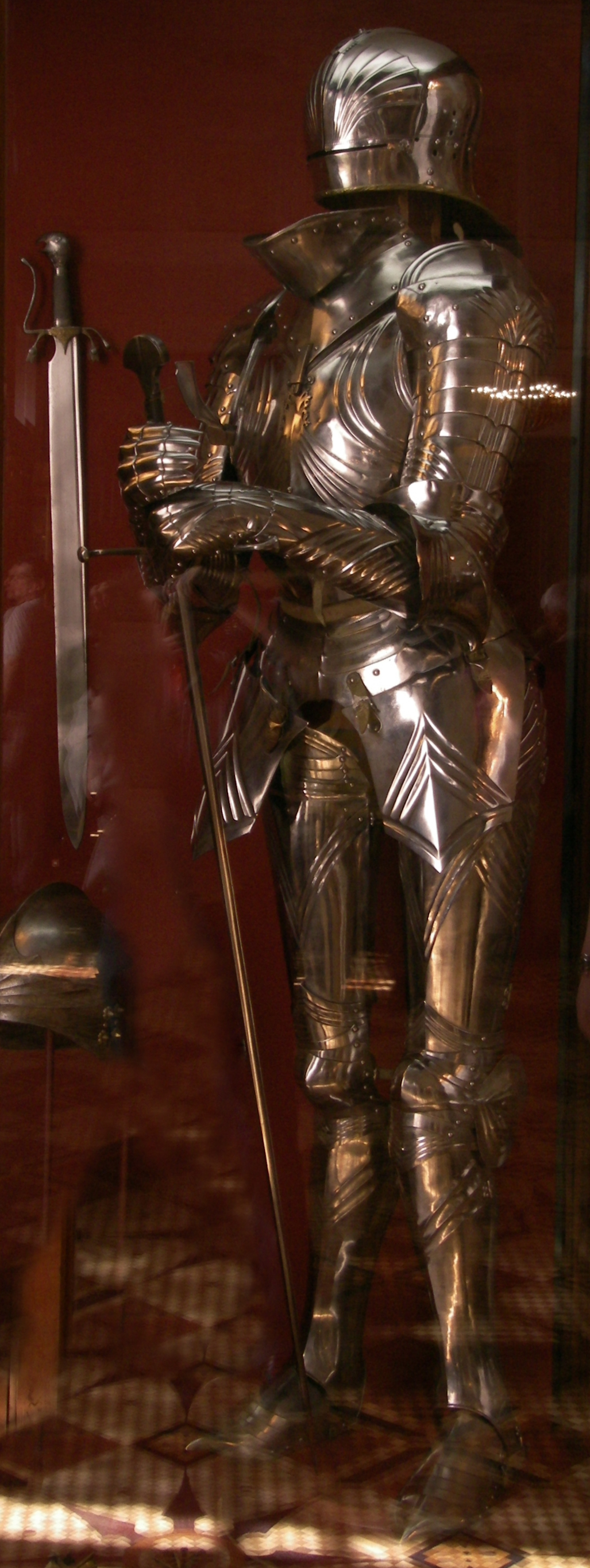
Armadura de placas gótica feita pelo armeiro alemão Lorenz Helmschmied, em exposição no museu russo Hermitage.

Outro elemento significativo na composição dos exércitos medievais era o uso de mercenários. Esses soldados contratados, que lutavam em troca de pagamento, tornaram-se cada vez mais prevalentes, especialmente em guerras prolongadas ou quando os sistemas feudais não eram suficientes para atender às demandas militares. Na Itália, por exemplo, surgiram as famosas Companhias Livres, grupos de mercenários altamente organizados que ofereciam seus serviços aos governantes locais. Embora sua experiência e flexibilidade fossem valiosas, os mercenários também representavam um risco, pois muitas vezes mudavam de lado se surgisse uma oferta mais vantajosa ou, em casos extremos, voltavam-se contra seus empregadores em busca de saques.
A manutenção de exércitos durante a Idade Média era uma tarefa desafiadora. Alimentar e equipar tropas exigia recursos significativos, e os exércitos frequentemente dependiam do saque para suprir suas necessidades durante campanhas. Além disso, reis e nobres recorriam à cobrança de impostos extraordinários ou a empréstimos de banqueiros para financiar as operações militares. Forrageamento – a busca por alimentos e suprimentos no território percorrido – era uma prática comum, embora frequentemente resultasse em sofrimentos para a população local.
No que diz respeito à hierarquia, os exércitos medievais seguiam uma estrutura bem definida. No topo estavam os comandantes, frequentemente reis ou senhores feudais, acompanhados por conselheiros militares. A elite militar era composta por cavaleiros, armados e montados, que desempenhavam papéis de liderança em batalhas. A base dos exércitos era formada pela infantaria, composta por soldados a pé, enquanto os arqueiros, especialmente na Inglaterra, desempenhavam um papel crucial em muitas campanhas devido à eficácia de suas armas.

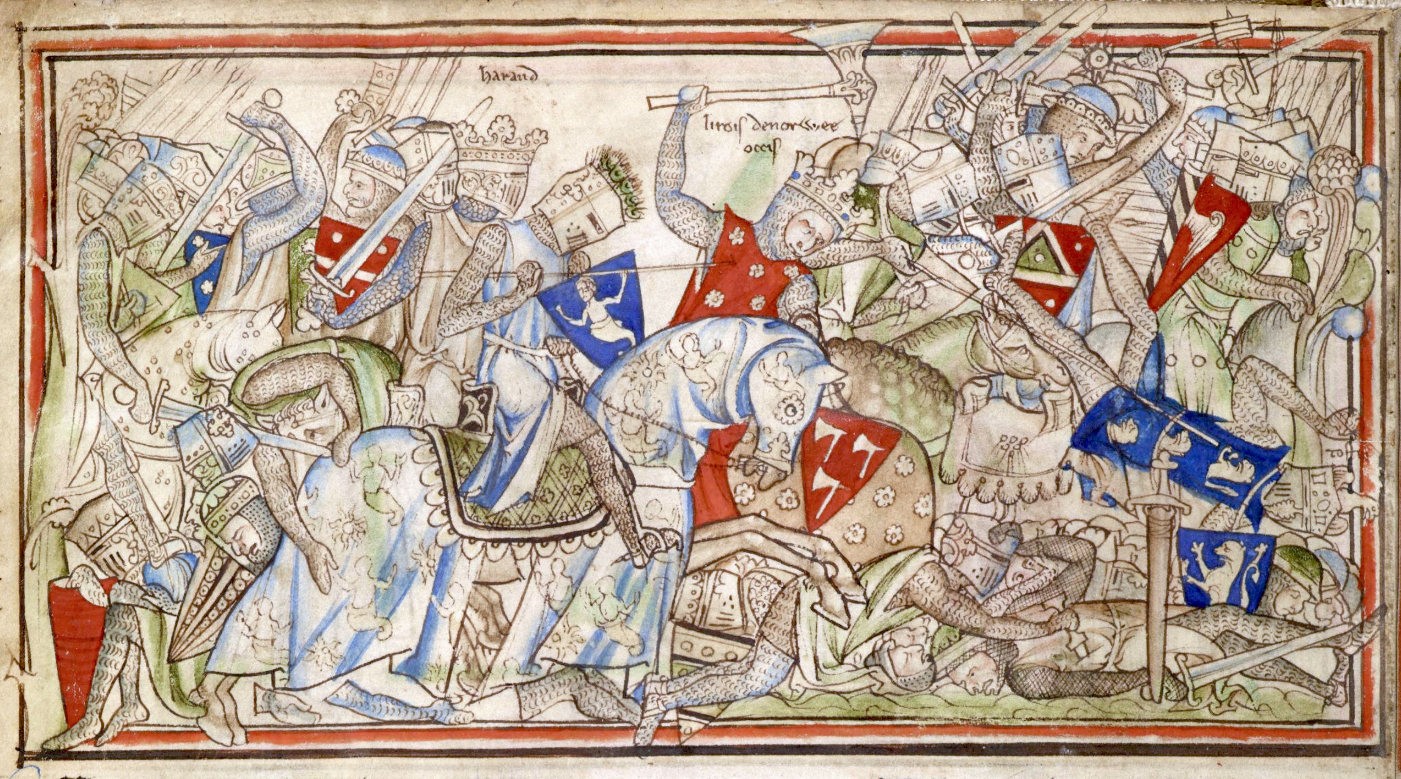
A Batalha de Stamford Bridge, travada no começo da idade média na Inglaterra.

Com o passar dos séculos, a guerra medieval começou a se transformar. O fortalecimento dos estados centralizados e o desenvolvimento de exércitos permanentes no final da Idade Média marcaram o início de uma nova era na história militar. Apesar disso, as práticas de recrutamento, sustento e organização dos exércitos medievais deixaram um legado duradouro, moldando a forma como os conflitos foram travados nos séculos seguintes.

## Suprimentos e logística
A guerra medieval antecedeu em grande parte o uso de comboios (ou caravanas) de abastecimento, com os suprimentos levados por carroças, animais e soldados, o que significava que os exércitos tinham que adquirir suprimentos de alimentos do território por onde passavam. Isso significava que saques em larga escala por soldados eram inevitáveis e foram ativamente encorajados no século XIV com enfase em táticas de chevauchée, onde tropas montadas queimavam e saqueavam o território inimigo para distrair e desmoralizar o inimigo, ao mesmo tempo em que negavam seus suprimentos.
Durante o período medieval, os soldados eram responsáveis por se abastecer, seja por meio de forrageamento, pilhagem ou aquisições por via monetária ou troca. Mesmo assim, os comandantes militares frequentemente forneciam alimentos e suprimentos para suas tropas, mas isso seria fornecido em vez dos salários dos combatentes, ou os soldados seriam esperados para pagar por isso com seus salários, seja pelo custo ou mesmo com lucro.

## Estratégia e táticas
As campanhas medievais eram planejadas com estratégia em mente, como manter a unidade moral, planejar movimentos de tropas e montar ofensivas com vantagens numéricas. Exércitos medievais usavam engano estratégico, como movimentos enganosos de tropas, para pegar exércitos oponentes de surpresa. Eles também espalhavam informações erradas sobre o tamanho e as provisões do exército.
Uma tática comum usada na guerra medieval era a invasão; isso beneficiava o exército atacante com novos suprimentos e riquezas, ao mesmo tempo em que danificava os recursos do alvo.

## Armas da Idade Média

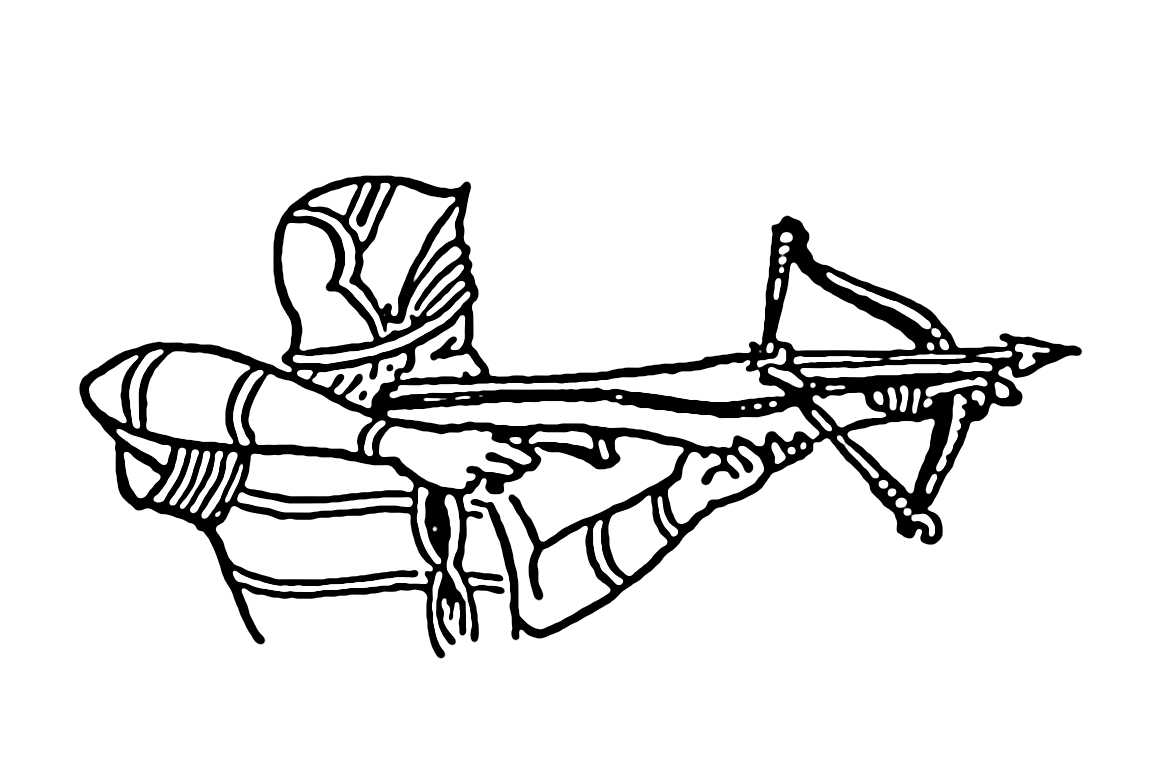
Besteiro.

Durante a maior parte da Idade Média, a tecnologia de armamentos mudou muito pouco em relação à do mundo antigo, remanescendo principalmente variantes da clava, faca, lança, machado, arco e flecha. Uma importante inovação foi o uso da lança por um cavaleiro pesado montado. O cavaleiro montado era significativamente mais potente do que qualquer cavalaria do mundo antigo. O equivalente mais próximo na Antiguidade pode ter sido a cavalaria de escolta de Alexandre, o Grande.
No século X, a Europa já havia superado os Antigos na maioria das áreas, inclusive em relação ao armamento. A evolução do cavaleiro pesado causou inovações correspondentes na defesa contra esse tipo de cavalaria. Isso resultou em novas espécies de armas de haste para se defender ou atacar cavaleiros.
O arco longo e a besta eram inovações do Ocidente. A besta, entretanto, já era conhecida pelos chineses.
A tecnologia revolucionária da Idade Média foi o desenvolvimento de armas com pólvora, tanto canhões quanto armas leves como o canhão de mão, o arcabuz e o mosquete.

### Armas de combate corpo-a-corpo

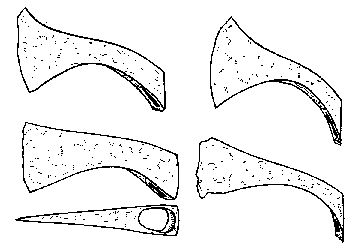
Vários tipos de franciscas.

Os soldados desmontados com armas de combate corpo-a-corpo eram o terceiro principal componente dos exércitos medievais, junto com a cavalaria e as tropas com armas de arremesso. Os escaramuçadores lutavam o combate corpo-a-corpo e eram importantes tanto em batalhas intensas quanto em cercos. A infantaria era composta de camponeses, soldados comuns, e cavaleiros desmontados.
Os Francos da Idade das Trevas lutavam com um machado de arremesso chamado francisca, termo que proveio do nome da tribo. Seus vizinhos, os Saxões, lutavam com uma grande faca com lâmina em um só lado chamada seax ou scramasax, da qual retiraram seu nome.
Com o desenvolvimento do cavaleiro pesado veio a espada pesada, que também era usada em combates corpo-a-corpo a pé. As variantes da espada incluem uma versão de duas mãos, a qual requeria grande espaço para ser manejada. Os soldados a pé empunhavam uma variedade de armas, incluindo os machados (de uma ou duas mãos), as maças, os martelos combinados ou não com uma espada curta, e os manguais (Uma variante da maça era uma bola de pontas presa a um cabo por uma corrente). Ao passo que as armaduras evoluíram para reduzir o efeito de golpes de espada, as armas perfurantes ou de esmagamento se tornaram mais favoráveis.

### Armas de haste

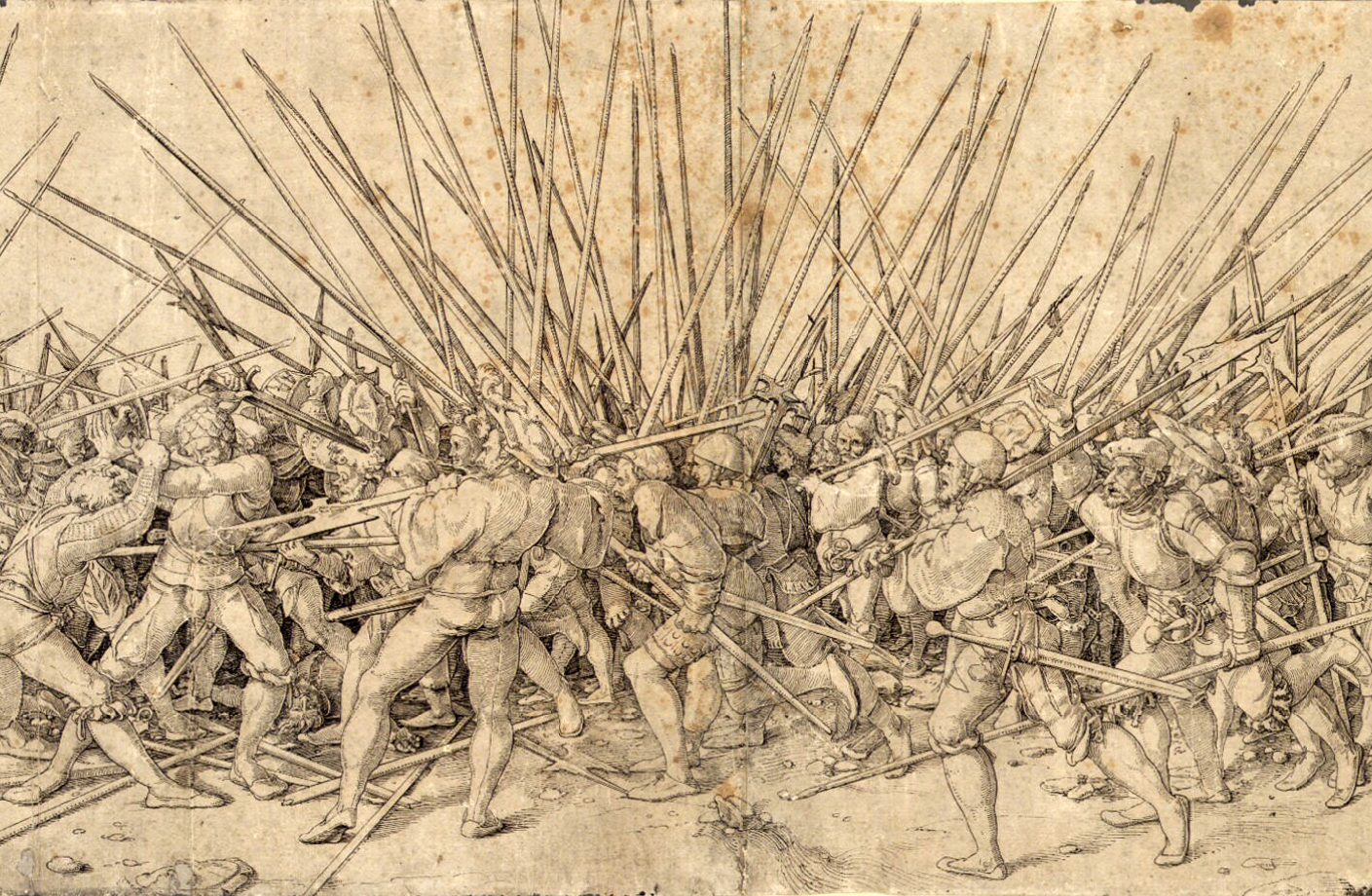
Soldados suíços e lansquenetes lutando com lanças longas.

A lança básica era uma arma útil ao longo da Idade Média pois era barata de se fazer e simples de usar. Os soldados desmontados comuns e camponeses podiam ser armados com lanças e apinhados ao serviço militar. Na maior parte dos casos, este expediente era de pouca serventia, mas com um pouco de experiência e algum treinamento, os grandes corpos de lanceiros podiam ser efetivos.
As armas de haste evoluíram ao longo de período medieval e, eventualmente, chegaram a um ponto em que formações de tropas desmontadas treinadas no seu uso eram extremamente eficazes. As armas de haste avançadas consistiam em uma ponta de lança com uma ou mais laterais de armas abaixo desse ponto. Essa arma adicional poderia ser uma longa e larga lâmina, um machado, um podão, um martelo, ou uma ponta.
As longas armas de haste evoluíram em resposta aos cavaleiros montados e resultaram em uma volta a formações parecidas com a antiga falange grega. Os cavalos não atacariam uma disciplinada formação de homens a pé apontando armas de haste estendidas. Uma densa formação de armas de haste mantidas altas também serviam como alguma proteção contra flechas.
Os soldados a pé primeiro aprenderam a permanecer atrás de fossos, trincheiras e estacas de madeira para evitar a cavalaria. Depois, aprenderam a manejar lanças, piques, alabardas e outras armas de haste a fim de se precaver da cavalaria. Isso permitiu à formação se movimentar e carregar as estacas anticavalaria. Em uma escaramuça, as variadas peças na extremidade da haste eram usadas para arrancar os cavaleiros de suas montarias, ou causar ferimentos ao cavaleiro ou ao cavalo. Apesar de homens com armaduras não se encontrarem indefesos quando derrubados ao chão, como se poderia imaginar, eles estavam em desvantagem, ao menos temporariamente, em relação aos soldados usando pouca ou nenhum armadura antes que pudessem se levantar.

### Armas de cerco
Mangonéis

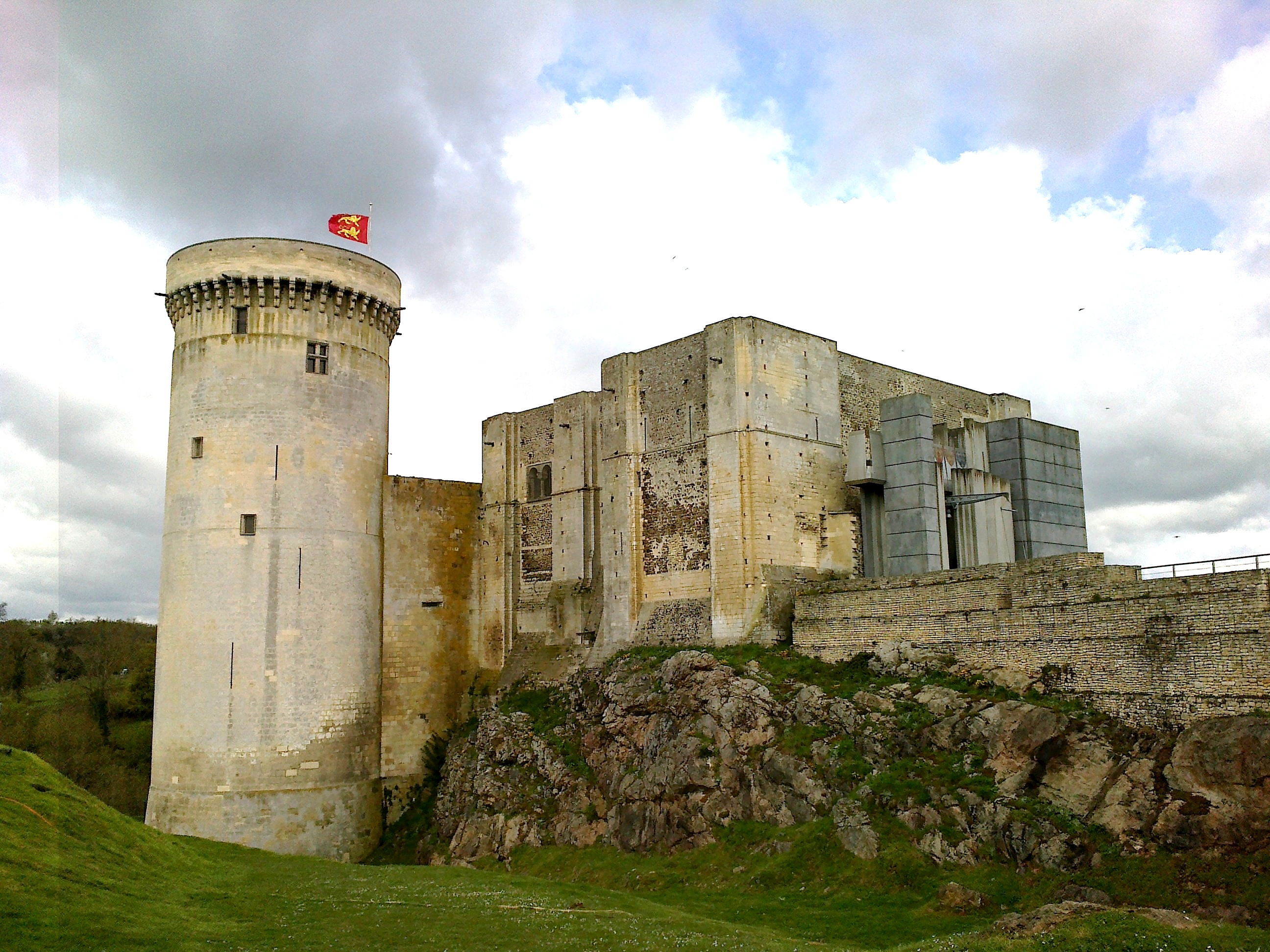
O Castelo de Falaise, uma típica fortaleza medieval, construída para resistir a cercos prolongados.

A manganela era um tipo de catapulta ou máquina de sítio usada na era medieval (Idade Média) para lançar projéteis contra paredes de castelos. Sua precisão era muito melhor que a de um trabuco (que foi introduzido mais tarde, logo antes da descoberta e do uso difundido das armas de pólvora).
A manganela lança projéteis em uma trajetória mais baixa e em velocidade mais elevada do que o trabuco com a intenção de destruir muralhas e fortificações, mas também foi muito utilizada nos campos de batalha.
A força do onagro provém da tensão de suas cordas retorcidas, similarmente a uma balista, porém o onagro tem somente um braço enquanto a balista tem dois. Os romanos melhoraram extremamente a maneabilidade do onagro adicionando rodas à sua base. As rodas e o peso leve do onagro facilitaram a sua mobilidade.
A palavra manganela é derivada da palavra grega “magganon” que significa “motor da guerra”. O tipo exato de máquina descrita com o nome "manganela" é motivo de disputas.
Trabucos

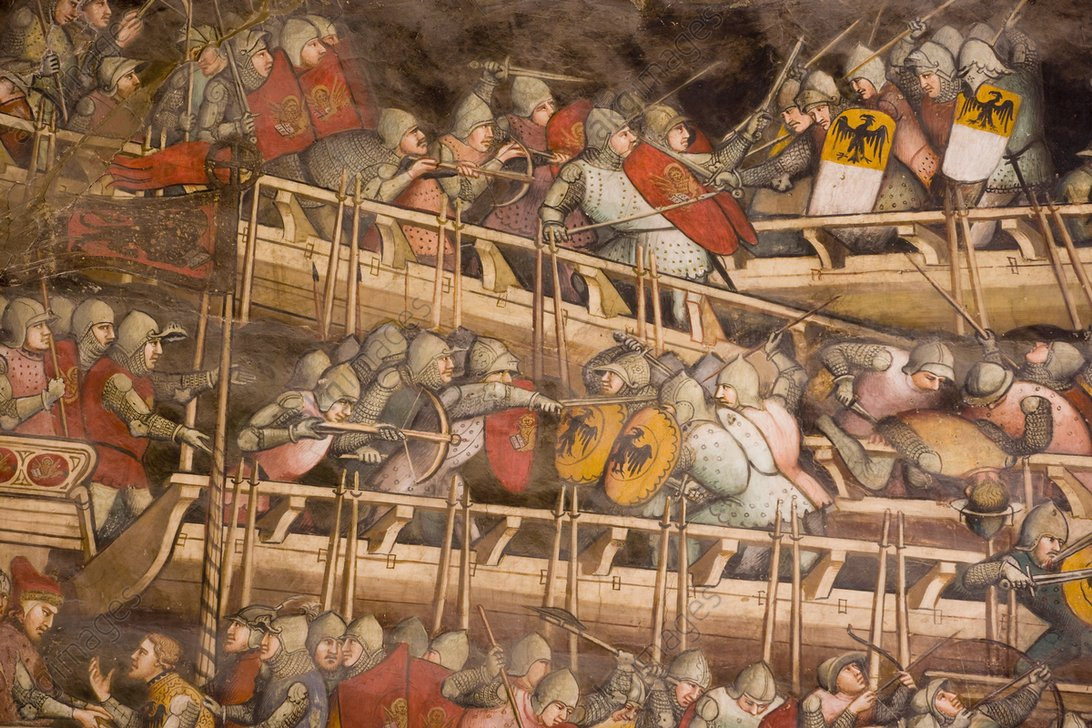
Uma batalha entre as frotas veneziana e romana sagrada. Detalhe de um afresco de Spinello Aretino 1407–1408.

Foi uma arma de cerco empregada na Idade Média com a finalidade de esmagar os muros de alvenaria ou para atirar projéteis por cima deles. É chamado às vezes de trabuco de contrapeso, para se distinguir de outra arma, o trabuco de tração, criado antes do trabuco de contrapeso.
O trabuco de contrapeso apareceu em países cristãos e muçulmanos ao redor do Mediterrâneo. Ele podia lançar 140 quilos de projéteis a altas velocidades em fortificações inimigas a até meia milha de distância e eram relativamente precisos. Já houve relatos de que corpos infectados por doenças foram lançados numa tentativa de infectar o povo sob ataque, uma guerra biológica adaptada à idade média. Os trabucos foram inventados na China, aproximadamente em 400 a.C., tendo sido levado até a Europa em 600 d.C., e não foi abandonada até o surgimento da pólvora.
O primeiro registro claro de um trabuco de contrapeso provém de um estudioso islâmico, Mardi Al-Tarsusi, que escreveu: Trabucos são máquinas inventadas por demônios incrédulos. Isso sugere que pelo tempo de Saladino, os muçulmanos já estavam familiarizados com o contrapeso, mas não acredita-se que eles o inventaram.
Bestas
É uma arma com a aparência de uma espingarda, com um arco de flechas, acoplado na ponta da coronha, accionada por gatilho, que projeta setas, dardos similares a flechas. Ela foi bastante usada no século XVI e chegou a coexistir com e depois foi substituída pelos mosquetes, primeiras armas de fogo. Hoje, continua a ser fabricada, pois é usada, em algumas partes do mundo, por caçadores. A palavra besta teria sido sincopada da italiano balestra, que por sua vez deriva do latim ballistra.
O lendário suíço Guilherme Tell, para se livrar da prisão, teve que atirar uma flecha numa maçã colocada sobre a cabeça do próprio filho. Tratava-se de uma ordália, ou prova divina de sua inocência (caso acertasse) ou culpa (se errasse), no conceito do direito medieval europeu.

### Transição para a guerra da pólvora

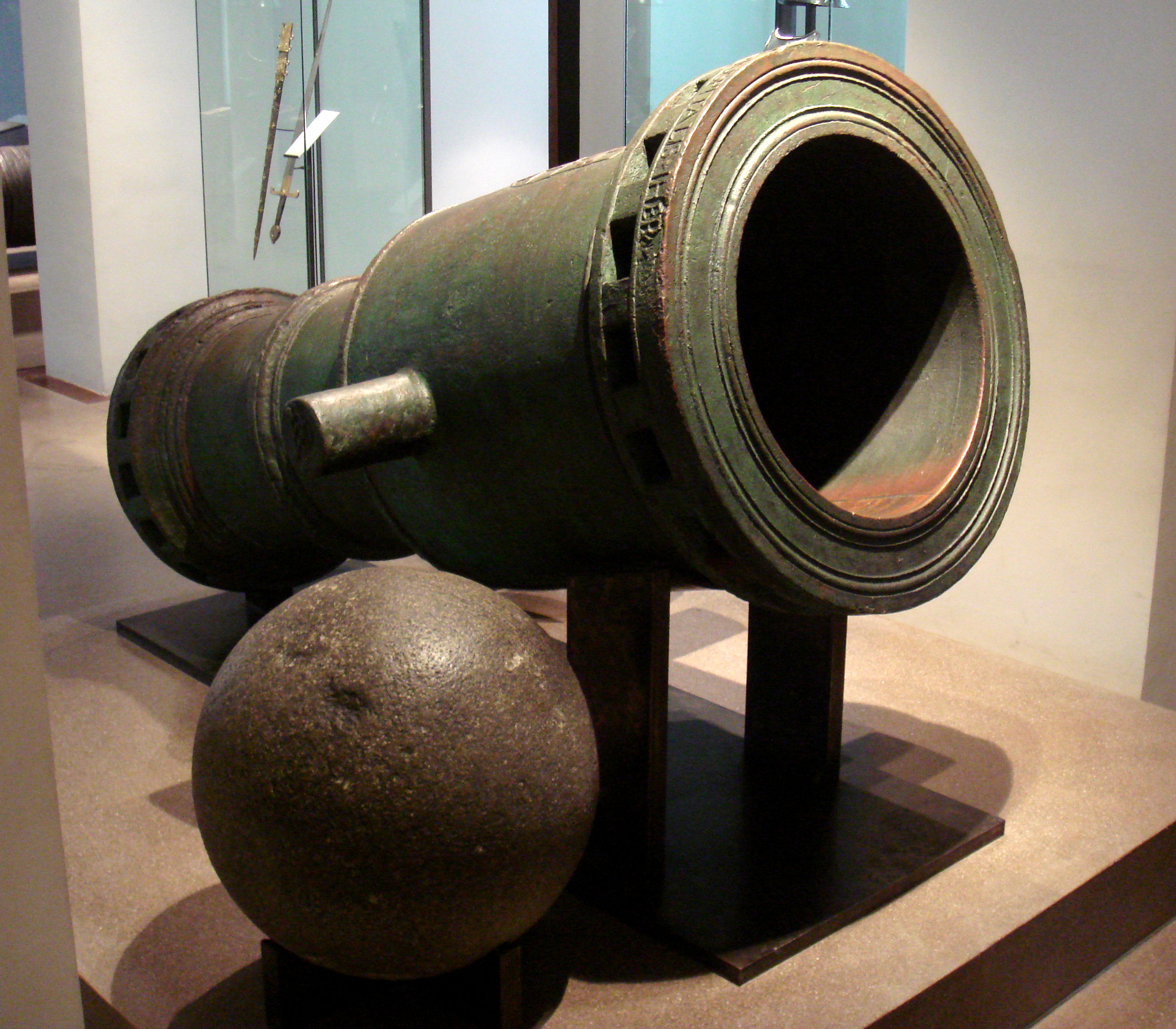
Bombardeador de morteiro e projétil de bola de granito dos Cavaleiros de São João de Jerusalém, Rodes, 1480–1500. Fundada a pedido de Pierre d'Aubusson, a bombarda foi usada para defesa próxima das muralhas (100–200 m) no Cerco de Rodes. Ela disparou bolas de granito de 260 kg. A bombarda pesa cerca de 3.325 kg.

Em 1326, a primeira imagem europeia conhecida de uma arma apareceu em um manuscrito de Walter de Milemete. Em 1350, Francesco Petrarca escreveu que a presença de canhões no campo de batalha era "tão comum e familiar quanto outros tipos de armas".
A artilharia inicial desempenhou um papel limitado na Guerra dos Cem Anos e tornou-se indispensável nas Guerras Italianas de 1494-1559, marcando o início da guerra moderna. Carlos VIII, durante sua invasão à Itália, trouxe consigo o primeiro trem de cerco verdadeiramente móvel: colubrinas e bombardas montadas em carruagens com rodas, que podiam ser utilizadas contra uma fortaleza inimiga imediatamente após a chegada.